# Svenska Fotbollförbundet
Der Svenska Fotbollförbundet (SvFF) ist ein schwedischer Sportverband und der Dachverband des schwedischen Fußballs. Der Verband wurde am 18. Dezember 1904 gegründet.

## Geschichte
Bereits in den 1870er Jahren entwickelten sich erste Sportvereine in Schweden. Neben Turnen waren aber zunächst Leichtathletik, Schlittschuhlaufen, Rudern und Schwimmen die am weitesten verbreiteten Sportarten. Dies änderte sich jedoch in den 1880er Jahren, als aus England Fußball, Rugby und Bandy importiert wurden.
Zu Anfang kam es noch zum in nahezu allen europäischen Ländern zu findenden Richtungsstreit zwischen Assoziationsfußball und Rugby. Am 22. Mai 1892 traten IS Lyckans Soldater und Örgryte IS gegeneinander an. Das Spiel, das Örgryte IS mit 1:0 für sich entscheiden konnte, gilt als das erste Fußballspiel nach den Assoziationsregeln zwischen zwei schwedischen Mannschaften. 1895 wurde in Göteborg der Svenska Idrottsförbundet gegründet, ein Sportverband, der alle Sportarten umfassen sollte. Nachdem auch Fußballmannschaften dem Verband beitraten, organisierte dieser ab 1896 die Svenska Mästerskapet. Erster Meister wurde Örgryte IS durch einen 3:0-Erfolg über IS Idrottens Vänner. 
Gleichzeitig entwickelte sich als Konkurrenzverbände die Idrottsföreningen Kamraterna oder Stockholms Idrottsförbund. Während ersterer ab 1901 die Kamratmästerskapen austrug, spielten die Mannschaft aus dem anderen Verband ab 1899 um den Rosenska Pokalen.
1901 entstand beim 1891 von Viktor Balck gegründeten Svenska Gymnastik- och Idrottsförbundet eine eigene Fußballsektion, die von Clarence von Rosen geleitet wurde. Am 6. Mai 1892 gründete sich der Svenska Bollspelsförbundet mit von Rosen als Vorsitzendem. Am 23. März 1904 entstand beim ein Jahr zuvor gegründeten Riksidrottsförbundet ebenso eine Fußballsektion. In der Folgezeit überschlugen sich die Ereignisse. Zunächst gründete sich am 27. März in Eskilstuna die Svenska Fotbolls Unionen, ehe am 28. Mai beim Bollspelsförbundet über eine Zusammenarbeit mit dem Riksidrottsförbundet diskutiert wurde. Als dessen Fußballsektion zur Teilnahme an seiner Meisterschaft einlud, verbot der Bollspelsförbundet jedoch seinen Mitgliedern jegliche Partizipation. Am 20. Juli einigten sich dann Svenska Fotbolls Unionen und Riksförbundet auf eine Zusammenarbeit, eine Woche später willigte auch der Bollspelsförbundet ein. So trafen sich am 18. Dezember 1904 77 Vereine in Stockholm, um den Svenska Gymnastik- och Idrottsföreningarnas riksförbunds sektion för fotboll och bandy zu gründen. Ein Jahr später gab man sich den aktuellen Namen.
1908 organisierte der Verband das erste Länderspiel einer schwedischen Nationalmannschaft. Am 12. Juli 1908 traf man auf dem Sportplatz Balders Hage vor 3.000 Zuschauern auf den nordischen Nachbarn Norwegen und konnte diesen mit 11:3 deutlich schlagen. Karl Gustafsson schoss das erste Tor in der Geschichte der Nationalmannschaft. Im selben Jahr trat die Elf zudem erstmals bei einem internationalen Turnier an. Bei den Olympischen Spielen 1908 scheiterte die Mannschaft allerdings direkt im Auftaktspiel an der englischen Amateurnationalmannschaft. Es dauerte bis zu den Olympischen Spielen 1924 bis mit der Bronzemedaille erstmals eine Auszeichnung errungen werden konnte. 
Die erste Weltmeisterschaftsteilnahme erfolgte beim zweiten Turnier 1934. Nach dem Zweiten Weltkrieg hatte der schwedische Fußball seine größte Zeit. Bei den Olympischen Spielen 1948 gewann die Landesauswahl die Goldmedaille. Obwohl etliche schwedische Spieler in der Folgezeit als Profispieler nach Südeuropa wechselten, der Verband aber das Profitum ablehnte und folglich die Spieler nicht mehr zu Länderspielen einlud, konnten mit dem dritten Platz sowohl bei der Weltmeisterschaft 1950 als auch den Olympischen Spielen 1952 noch weitere Erfolge gefeiert werden.
Die Weltmeisterschaft 1958 wurde vom SvFF geplant und durchgeführt. Mit dem zweiten Platz im eigenen Land entstand eine kurzzeitige Fußballeuphorie. Die Allsvenskan verbuchte in der Folge Zuschauerrekorde.
Nachdem jedoch der nach der Vizeweltmeisterschaft nicht mehr an die Erfolge angeknüpft werden konnte, ersetzte der Verband das Uttagningskommittén, das Auswahlkomitee der Nationalmannschaft, durch einen festangestellten Nationaltrainer. Erster Förbundskapten wurde 1962 Lennart Nyman.
Neben wechselnden Erfolgen auf Nationalmannschaftsebene in den 1970er Jahren – man qualifizierte sich regelmäßig für die Weltmeisterschaften, scheiterte jedoch zweimal in der Vorrunde und schaffte nur bei der Weltmeisterschaft 1974 den Einzug in die Finalrunde – gelang mit dem Einzug von Malmö FF ins Finale des Europapokals der Landesmeister 1979 erstmals auch ein größerer Erfolg auf Vereinsebene. Im folgenden Jahrzehnt wurde die Schere zwischen Nationalmannschaft und den vom Verband betreuten Vereinen noch größer: Während die Landesauswahl sich für kein Turnier mehr qualifizieren konnte, gelangen IFK Göteborg 1982 und 1987 Siege im UEFA-Pokal.
Mit der Europameisterschaft 1992 übernahm der schwedische Fußballverband erneut die Organisation eines großen Turniers. Zugleich kam damit die Nationalmannschaft als Gastgeber zu ihrem Europameisterschaftsdebüt, bei dem sie überzeugen konnte und im Halbfinale nur knapp an Deutschland scheiterte. Mit dem dritten Platz bei der Weltmeisterschaft 1994 meldete sich die vom Verband betreute Landesauswahl bei den großen europäischen Nationalmannschaften zurück und hat sich seit 2000 für jedes bedeutende Turnier qualifiziert.
Im Zuge des Russischen Überfalls auf die Ukraine setzte die ukrainische Antikorruptionsbehörde Mondelez auf die eine schwarze Liste, weil das Unternehmen angeblich seine Aktivitäten in Russland trotz des Angriffskrieges in der Ukraine fortsetzt. Im Zuge dessen ließ der schwedische Fußballverband SvFF die Zusammenarbeit mit dem Sponsor Mondelez ruhen.

## Aufgabengebiete
Der SvFF befasst sich vor allem mit:
- schwedische Nationalmannschaft der Männer („Landslag“)
- schwedische Nationalmannschaft der Frauen
- Höchste schwedische Fußballliga der Männer (Allsvenskan)
- Zweithöchste schwedische Fußballliga der Männer (Superettan)
- Höchste schwedische Fußballliga der Frauen (Damallsvenskan)
- Zweithöchste schwedische Fußballliga der Frauen (Elitettan)
- schwedischer Pokal (Svenska Cupen) der Männer
- schwedischer Pokal (Svenska Cupen) der Frauen

## Präsidenten
- Clarence von Rosen (1904 - ...)
- Wilhelm Friberg (1908–1917)
- Elof Ericsson (1937–1949)
- Gunnar Lange (1953–1968)
- Tore G. Brodd (1969)

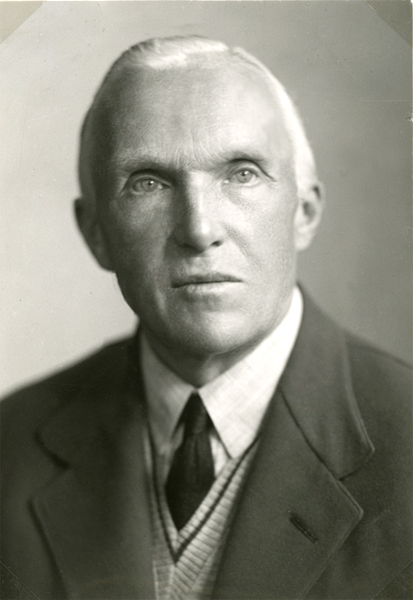
Gründungspräsident Clarence von Rosen

- Gunnar Ericsson (1970–1975 /Sohn von Elof Ericsson)
- Tore G. Brodd (1975–1983)
- Lennart Johansson (1984–1990)
- Lars-Åke Lagrell (1991–2011)
- Karl-Erik Nilsson (2012–2023)
- Fredrik Reinfeldt (2023–2025)
- Simon Åström (seit 2025)

## UEFA-Fünfjahreswertung
Platzierung in der UEFA-Fünfjahreswertung:
(in Klammern die Vorjahresplatzierung). Die Kürzel CL, EL und CO hinter den Länderkoeffizienten geben die Anzahl der Vertreter in der Saison 2026/27 der Champions League, der Europa League sowie der Conference League an.
- 18.  (17)  Israel (Liga, Pokal) – Koeffizient: 31.625 – CL: 1, EL: 1, CO: 2
- 19.  (23)  Zypern (Liga, Pokal) – Koeffizient: 27.537 – CL: 1, EL: 1, CO: 2
- 20.  (25)  Schweden (Liga, Pokal) – Koeffizient: 27.125 – CL: 1, EL: 1, CO: 2
- 21.  (20)  Kroatien (Liga, Pokal) – Koeffizient: 27.025 – CL: 1, EL: 1, CO: 2
- 22.  (19)  Serbien (Liga, Pokal) – Koeffizient: 25.500 – CL: 1, EL: 1, CO: 2

Stand: Ende der Europapokalsaison 2024/25